# Pea Reang
Pea Reang es uno de los doce distritos que forman la provincia camboyana de Prey Veng, con una población estimada en marzo de 2008 de 107 086 habitantes. Está dividido en las siguientes  comunas (khum), que se muestran asimismo con población estimada de 2008:
- Kampong Popil 12,733
- Kampong Prang 5,859
- Kampong Ruessei 7,492
- Kanhcham 10,648
- Mesa Prachan 8,661
- Preaek Ta Sar 6,123
- Prey Pnov 15,725
- Prey Sniet 5,660
- Prey Sralet 10,116
- Reab 11,000
- Roka 13,069[1]